# Raspailia rigida
Raspailia rigida är en svampdjursart som beskrevs av Ridley och Arthur Dendy 1886. Raspailia rigida ingår i släktet Raspailia och familjen Raspailiidae.
Artens utbredningsområde är havet utanför Sydafrika. Inga underarter finns listade i Catalogue of Life.